# Lee Chih-kai
Lee Chih-kai (李智凯S, Lǐ ZhìkǎiP; Yilan, 3 aprile 1996) è un ginnasta taiwanese.

## Biografia
Lee Chih-kai ha disputato i suoi primi campionati mondiali a Nanning 2014. Ha preso parte alle Olimpiadi di Rio de Janeiro 2016, non riuscendo a superare le qualificazioni per la finale del cavallo con maniglie.
Nell'agosto 2018 ha vinto la medaglia d'oro al cavallo con maniglie ai Giochi asiatici che si sono disputati a Giacarta, superando i due cinesi Zou Jingyuan e Sun Wei. A novembre dello stesso anno, sempre nel medesimo attrezzo, ha poi vinto da outsider una prestigiosa medaglia di bronzo ai Mondiali di Doha 2018 dopo essere riuscito a guadagnarsi l'ultimo posto utile per l'accesso alla finale.
Ai Mondiali di Stoccarda 2019 è riuscito a migliorarsi al cavallo con maniglie ottenendo il secondo posto, col punteggio 15.433, dietro Max Whitlock (15.500 punti), e precedendo l'irlandese Rhys McClenaghan (15.400 punti). Inoltre si è piazzato dodicesimo nel concorso individuale.